# Cardamine impatiens
Espèce
Classification APG III (2009)
Cardamine impatiens, aussi appelée Cardamine impatiente, Cardamine irritable ou Herbe au Diable, est une espèce végétale de la famille des Brassicaceae. Elle pousse en Eurasie, dans les endroits semi-ombragés ou ombragés.